# Zespół Gerstmanna
Zespół Gerstmanna (zespół tętnicy kątowej, zespół zakrętu kątowego) – zespół objawów neurologicznych charakterystycznych dla uszkodzenia zakrętu nadbrzeżnego (łac. gyrus supramarginalis) i kątowego (łac. gyrus angularis) płata ciemieniowego półkuli dominującej, spowodowany najczęściej ogniskiem udarowym, powstałym na skutek zablokowania przepływu krwi w tętnicy kątowej. 
Charakterystyczne objawy: agrafia, aleksja, akalkulia, apraksja, agnozja palców rąk, zaburzenie rozpoznawania stron, niekiedy afazja amnestyczna oraz mikro- lub makrosomatognozja. Został opisany przez Josefa Gerstmanna w 1924 roku.